# Вырбяне
Вырбяне (болг. Върбяне) — село в Болгарии. Находится в Шуменской области, входит в общину Каспичан. Население составляет 268 человек.

## Политическая ситуация
В местном кметстве Вырбяне, в состав которого входит Вырбяне, должность кмета (старосты) исполняет Николай Найденов (Граждане за европейское развитие Болгарии (ГЕРБ)), прежде, по результатам выборов 2007 года, кметом была Виолета Дончева Мургина (Болгарская социалистическая партия (БСП)).